# 忍者棒棒
《忍者棒棒》（日语：にんじゃりばんばん）是Kyary Pamyu Pamyu（竹村桐子，或稱卡莉怪妞）的第5張單曲。2013年3月20日由日本華納音樂發售。

## 概要
與前作《100%傳達給你/振袖和服》相隔2個月。分為初回限定盤和通常盤2種形態發售。依然由中田康貴擔任歌曲的製作人。
在第55屆日本唱片大獎獲得「優秀作品獎」。
電影《捍衛任務3：全面開戰》劇情中，收錄於日本壽司店的背景音樂。
截至2019年5月，在youtube網站之mv瀏覽人數已達6000萬次以上。

## 收錄曲
全作詞、作曲、編曲：中田康貴
1. 忍者棒棒（にんじゃりばんばん）
  - au「FULL CONTROL / REAL」CM歌曲
2. Unite Unite
3. 大家的歌 -加長混音版-（みんなのうた（extended mix））

## 音樂影片
音樂影片是繼「PONPONPON」、「戴上假睫毛」、「CANDY CANDY」、「FASHION MONSTER」、「振袖和服」的演出、監督田向潤，髮型師飯島久美子擔當。2013年3月12日，MV公開在日本華納音樂官方YouTube，公開一個月後MV觀看數已超過一千萬次。

## 外部連結
- YouTube上的きゃりーぱみゅぱみゅ - にんじゃりばんばん, Kyary Pamyu Pamyu - Ninja Re Bang Bang - 2013年3月11日に公開。
- YouTube上的unite all originals  きゃりーぱみゅぱみゅ×ミラーボーラーズ Unite Unite - 2013年3月13日に公開。